# Терра Меридіані
Терра Меридіані, Синус Меридіанів (лат. Sinus meridiani, «меридіанна затока») — альбедо на Марсі, що тягнеться зі сходу на захід на південь від екватора планети. Його назвав французький астроном Каміль Фламмаріон наприкінці 1870-х років.
У 1979-2001 рр. околиці цього об’єкта (з розміром близько 1600 кілометрів (990 миль) і координатами центру 7,12°S 4°E) було названо Терра Меридіані. 

## Інтернет-ресурси
- Google Mars scrollable map - centered on Sinus Meridiani
- Planetary Science Research Discoveries: Gray Iron Oxide in Sinus Meridiani, Mars